# Leucandra nakamurai
Leucandra nakamurai är en svampdjursart som beskrevs av Tanita 1942. Leucandra nakamurai ingår i släktet Leucandra och familjen Grantiidae.
Artens utbredningsområde är havet kring Japan. Inga underarter finns listade i Catalogue of Life.